# Liberty Media
Liberty Media Corporation (comumente conhecida como Liberty Media ou apenas Liberty) (NASDAQ: LMCA) é uma empresa americana de mídia fundada por John C. Malone. A empresa possui três divisões, refletindo suas participações na Fórmula 1, Sirius XM (71%) e Atlanta Braves. Está sediada no Condado de Douglas.